# Antoinette Beumer
Antoinette Beumer (Amstelveen, 2 augustus 1962) is een Nederlands regisseur en schrijver.

## Regisseur
Beumer studeerde in 1989 af aan de Amsterdamse Theaterschool. Als regisseur was zij betrokken bij uiteenlopende projecten. Zo regisseerde zij de televisieseries 'Hertenkamp', 'Spangen' en Willemspark (komedie voor VPRO jeugd). Als back-upregisseur voor Willem van de Sande Bakhuyzen was zij betrokken bij zijn laatste speelfilm Ik omhels je met 1000 armen.
In 2006 richtte zij samen met Heleen Dankbaar een eigen commercial productiemaatschappij op, Het Kantoor. Eind 2007 draaide in de bioscoop de documentaire See you in Vegas over de illusionist Hans Klok die zij samen met Maaik Krijgsman maakte. In 2010 kwam De Gelukkige Huisvrouw uit, de debuutfilm van Beumer naar de gelijknamige bestseller van Heleen van Royen. Daarnaast regisseerde Beumer hetzelfde jaar ook de speelfilm Loft. In 2013 kwam Soof uit en die film kwam in 2014 ook uit in de Verenigde Staten.

## Schrijver
Haar debuutroman Mijn vader is een vliegtuig werd genomineerd voor de Hebban Debuutprijs 2018.
en voor de Bronzen Uil. In 2021 werd haar debuut boek verfilmd onder dezelfde naam, deze regisseerde Beumer zelf. De film werd genomineerd voor drie Gouden Kalveren in de categorieën Beste film, Beste hoofdrol en Beste muziek, maar wist er geen te winnen.

## Privé
Beumer heeft samen met regisseur Joram Lürsen twee kinderen en is getrouwd met regisseur Maaik Krijgsman. Haar zussen zijn actrice Famke Janssen en actrice en scenarioschrijfster Marjolein Beumer.

## Filmografie

### Film
- 2007: See you in Vegas
- 2010: De Gelukkige Huisvrouw
- 2010: Loft
- 2012: Jackie
- 2013: Soof
- 2015: Rendez-Vous
- 2021: Mijn vader is een vliegtuig

### Televisie
- 1995: Goede tijden, slechte tijden, 35 afleveringen
- 1996-2001: Goudkust, 150 afleveringen
- 1998: 't Zal je gebeuren...
- 1999: Spangen, 7 afleveringen
- 2007: Willemspark, 5 afleveringen
- 2011: In therapie, 8 afleveringen